# NGC 3315
NGC 3315 est une galaxie lenticulaire située dans la constellation de l'Hydre. Elle a été découverte par l'astronome britannique Edward P. Austin en 1870.

## Caractéristiques
Sa vitesse par rapport au fond diffus cosmologique est de 4 135 ± 26 km/s, ce qui correspond à une distance de Hubble de 61,0 ± 4,3 Mpc (∼199 millions d'al).
À ce jour, trois mesures non basées sur le décalage vers le rouge (redshift) donnent une distance de 53,433 ± 3,066 Mpc (∼174 millions d'al), ce qui est à l'intérieur des valeurs de la distance de Hubble. Notons cependant que c'est avec la valeur moyenne des mesures indépendantes, lorsqu'elles existent, que la base de données NASA/IPAC calcule le diamètre d'une galaxie et qu'en conséquence le diamètre de NGC 3315 pourrait être d'environ 37,2 kpc (∼121 000 al) si on utilisait la distance de Hubble pour le calculer.

## Groupe de NGC 3311
NGC 3315 fait partie du groupe de NGC 3311. Ce groupe de galaxies compte au moins 19 galaxies, dont IC 2586, NGC 3307, NGC 3308 et NGC 3311.
NGC 3315 et donc toutes les galaxies du groupe de NGC 3311 font partie l'amas de l'Hydre (Abell 1060). L'amas de l'Hydre est l'amas dominant du superamas de l'Hydre-Centaure.